# 김용상 (1963년)
김용상(1963년 5월 3일 ~ )은 서울 출신의 대한민국의 판사로 신일고등학교와 서울대학교를 졸업하였으며 27회 사법고시에 합격하였다. 2007년 2월부터 서울중앙지방법원에 근무하고 있다.

## 주요 경력
- 2004-2004년 대법원 재판연구관
- 2006-2007년 법원행정처 사법정책제2심의관
- 2007년 서울중앙지방법원 부장판사

## 신상정보 유포사건
김용상 판사는 2009년 1월 10일 아고라 미네르바 사건으로 검찰이 일명 미네르바에 대하여 청구한 구속영장을 발부하였다. 이것을 비판하는 누리꾼들은 김용상 판사의 신상정보를 인터넷에 게시하고 구속영장 발부한 사건들에 대하여 인신 공격적인 정보를 제공하기도 하였다. 또한, 국가보안법 위반 혐의로 영장이 청구된 오세철 연세대학교 명예 교수 및 신학림 전(前) 언론노동조합 위원장, 횡령 혐의를 받고 있는 최열 환경재단 대표 등에 대해 구속영장을 기각한 것에는 아무런 제기를 하지 않은 것에 대해 악의적인 누리꾼들의 공격으로 보는 시각도 있다. 이명박 대통령의 부인인 김윤옥 여사의 사촌언니인 김옥희에 대한 영장을 발부했지만 인터넷에서는 마치 김 판사가 특정 성향을 가진 것처럼 왜곡되었다는 게 그 의견이다.
대한민국 검찰은 김용상 판사의 신상정보가 인터넷에 급속히 유포되고 인신공격성 악플이 달리는 것 등에 대해 수사에 착수하기로 했다.
한편 김용상 서울중앙지검 영장전담 부장판사의 신상정보를 인터넷에 공개한 네티즌이 자신의 신상정보도 공개했다. 그러면서 그는 "인터넷에서 쉽게 검색되는 김 판사의 학력, 이력, 경력의 공개가 이렇게 시끄럽게 될 줄은 몰랐다"면서 "결자해지의 원칙에서 나의 신상을 공개하니 조중동과 우파(?) 너희들도 '마녀사냥'을 하길 바란다. 나는 어떠한 '악플'이 달려도 문제 삼지 않으마"라고 말했다.
한편, 자유선진당의 이회창 총재는 미네르바의 구속은 법치주의에 반한다고 말하였다.
주성영 국회의원은 언론과의 인터뷰에서 미네르바의 구속이 잘못됐다고 말하였다.